# Evert van Tright
Evert Herman van Tright (Rotterdam, 16 mei 1930 – Delfzijl, 14 maart 2006) was een Nederlands hoboïst en dirigent.
Hij was zoon van Mathilde Alice Hinken (1903-1981) en Jan Gerrit van Tright (1864-1953), die directeur was bij het Bureau van Autersrechten. Hijzelf huwde Gonny van Rijn, paukenist bij het Brabants Orkest.
Hij kreeg zijn opleiding van Jaap Stotijn aan het Haags Conservatorium. Al in 1949 werd hij, nog net niet afgestudeerd solo-hoboïst bij het Brabants Orkest. Hij ging omstreeks 1961 als solo-optredend hoboïst verder. Hij speelde daarin het klassieke repertoire, met tevens vergeten werken, maar ook modern repertoire. Zo kwamen componisten als Enrique Raxach, Charles Ives, Wolfgang Fortner en ook Karlheinz Stockhausen aan bod. Hij concerteerde in Europa, Noord-Amerika en Zuid-Amerika. Vanwege zijn liefde voor modern repertoire was hij een graag geziene solist op festivals in Darmstadt, Warschau, etc. Hij beperkte zich niet alleen tot de hoboconcerten, maar ook het kamermuziekrepertoire. In beide categorieën (modern en kamermuziek) was het werk Muziek voor geëlectrificeerde hobo uit 1975 van Guus Janssen, dat aan Van Tright is opgedragen. Zo speelde hij samen met pianist Benno Pierweijer in 1979 de door hem teruggevonden en geredigeerde Sonate voor piano en hobo van Charles Koechlin en legde dat werk ook vast. Beiden ondernamen in 1981 gezamenlijk een Amerikaanse tournee en zijn op een aantal albums te horen. In aanvulling op die reizen was hij dirigent van Het Brabants Kamerorkest (waar hij in 1948 als een van de eerste musici bij betrokken was), viel soms in voor Hein Jordans van het Brabants Orkest, en Het Brabants Kamerkoor, waarmee hij dezelfde breedheid in werken liet zien. Zo waren er uitvoeringen van de Hohe Messe van Johann Sebastian Bach en Friede auf Erden van Arnold Schönberg. Van Tright was voorts ook nog (hoofd)docent aan het genoemd conservatorium in de vakken hobo, barokhobo, kamermuziek en elektroakoestische muziek. Een van zijn leerlingen bij het Twents Conservatorium was Raymond Crutzen, jarenlang solo-hoboïst van het Limburgs Symfonie Orkest.
Hij was betrokken bij vele opnamen binnen de hobowereld. In 1989 werd hij samen met onder andere Marga Minco en Bettine Vriesekoop benoemd tot ridder in de Orde van Oranje-Nassau.